# Vliegramp

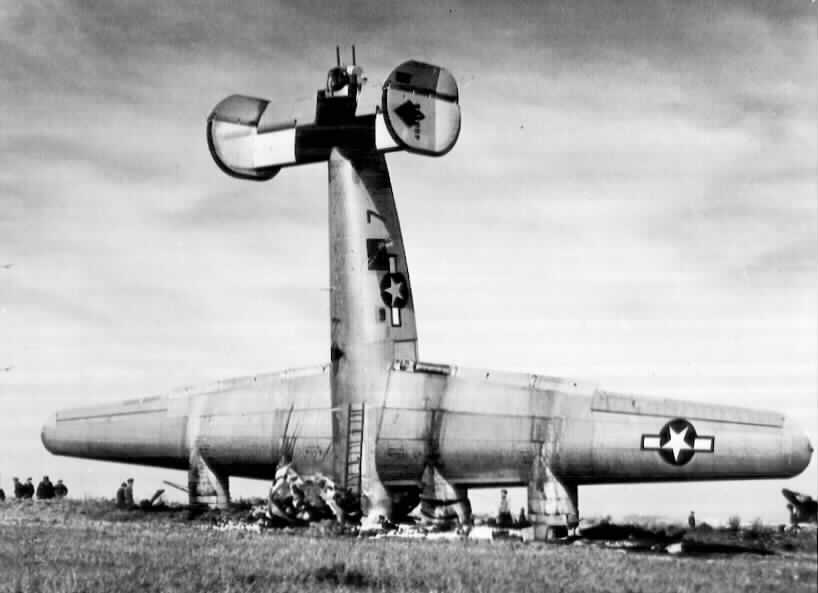
Consolidated B-24 Liberator

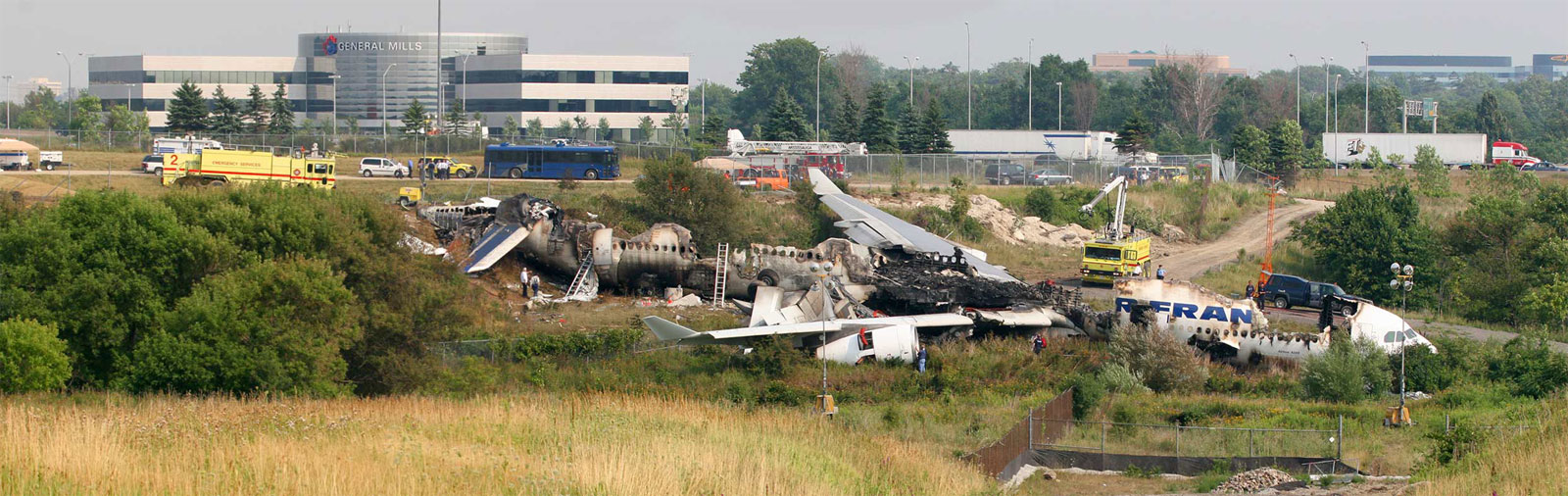
Wrak van Air France-vlucht 358. Opmerkelijk genoeg wisten alle inzittenden op tijd het vliegtuig te verlaten, en eigenlijk kan het ongeval dan ook geen vliegramp genoemd worden.

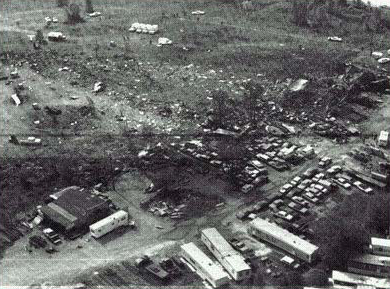
Op 25 mei 1979 kwam American Airlines-vlucht 191 terecht op een woonwagenkamp, er vielen 273 doden.

Vliegrampen zijn luchtvaartongevallen waarbij een substantieel aantal mensen om het leven komt of waarbij er sprake is van een grote materiële verwoesting.

## Statistieken
De Aircraft Crashes Record Office (ACRO) stelt jaarlijks een overzicht samen van vliegtuigrampen. Vliegtuigen geschikt voor minder dan zes personen (inclusief bemanning), helikopters, luchtballonnen en jachtvliegtuigen worden niet meegerekend.
In 2009 kwamen wereldwijd 1120 mensen om bij 182 vliegtuigongelukken, wat voor het eerst sinds enkele jaren weer een stijging van het aantal doden betekende. Het aantal ongevallen lag wel lager dan de voorgaande jaren. Het veiligste jaar sinds de Tweede Wereldoorlog is 2023, met 229 doden in 83 ongevallen. Het dodelijkste jaar is 1972, toen 3355 mensen bij in totaal 376 vliegtuigongelukken omkwamen.
| Jaar | Doden | Aantal ongevallen |
| ---- | ----- | ----------------- |
| 2023 | 229   | 83                |
| 2022 | 357   | 100               |
| 2021 | 414   | 114               |
| 2020 | 480   | 113               |
| 2019 | 588   | 147               |
| 2018 | 1039  | 133               |
| 2017 | 404   | 129               |
| 2016 | 647   | 152               |
| 2015 | 938   | 175               |
| 2014 | 1.352 | 167               |
| 2013 | 465   | 173               |
| 2012 | 807   | 178               |
| 2011 | 850   | 180               |
| 2010 | 1.153 | 188               |
| 2009 | 1.120 | 182               |
| 2008 | 916   | 212               |
| 2007 | 1008  | 195               |
| 2006 | 1.322 | 212               |
| 2005 | 1.478 | 212               |
| 2004 | 795   | 195               |
| 2003 | 1.260 | 225               |
| 2002 | 1.388 | 230               |
| 2001 | 1.545 | 229               |
| 2000 | 1.634 | 231               |

## Oorzaken
Ongeveer 80 procent van de luchtvaartongevallen vinden plaats tijdens of kort voor of na het opstijgen of landen.
Uit een onderzoek op de website van de vliegrampendatabase PlaneCrashInfo onder 1843 luchtvaartongevallen die plaatsvonden tussen 1950 en 2006 kwamen de volgende oorzaken naar voren:
| Fout van de piloot (53%)                  | Fout van de piloot (53%)    | Fout van de piloot (53%) | Mechanisch defect (21%) | Weer (11%) | Andere menselijke fouten (8%) | Sabotage (6%) | Overig (1%) |
| Gerelateerd aan weersomstandigheden (16%) | Mechanisch gerelateerd (4%) | Overig (33%)             | Mechanisch defect (21%) | Weer (11%) | Andere menselijke fouten (8%) | Sabotage (6%) | Overig (1%) |

Militaire, charter- en privévluchten zijn bij het onderzoek niet meegerekend.
Uit een onderzoek van Boeing naar 183 ongelukken tussen 1996 en 2005, waarbij van 134 de oorzaak bekend was, kwamen de volgende uitslagen:
| Fout van het vliegtuigpersoneel (55%) | Vliegtuig (17%) | Weer (13%) | Lucht- verkeers- leiding (5%) | Onder- houd (3%) | Overig (7%) |

## Bekende en beruchte vliegrampen
Dit is een beknopt overzicht van enkele bekende en beruchte rampen uit de luchtvaartgeschiedenis.

### Eerste vliegtuigongelukken
Op 9 oktober 1890 vloog Clément Ader met vliegtuig voorzien van een stoommotor en crashte, Ader overleefde het ongeval. Door de crash werd dit niet als de eerste gemotoriseerde vlucht ooit met een vliegtuig beschouwd.
Op 9 augustus 1896 stortte Otto Lilienthal neer bij het testen van een van zijn vele zweefvliegtuigen. Hij overleed een dag later.
Op 17 september 1908 was Thomas Selfridge, luitenant van het Amerikaanse leger, de eerste persoon die omkwam bij een ongeluk met een gemotoriseerd vliegtuig. Het vliegtuig, dat bestuurd werd door Orville Wright, stortte neer tijdens een militaire test bij Fort Myer in de staat Virginia. Wright liep onder andere gebroken ribben en een gebroken been op maar overleefde de crash wel, Selfridge stierf aan een schedelbreuk.

### Hindenburg

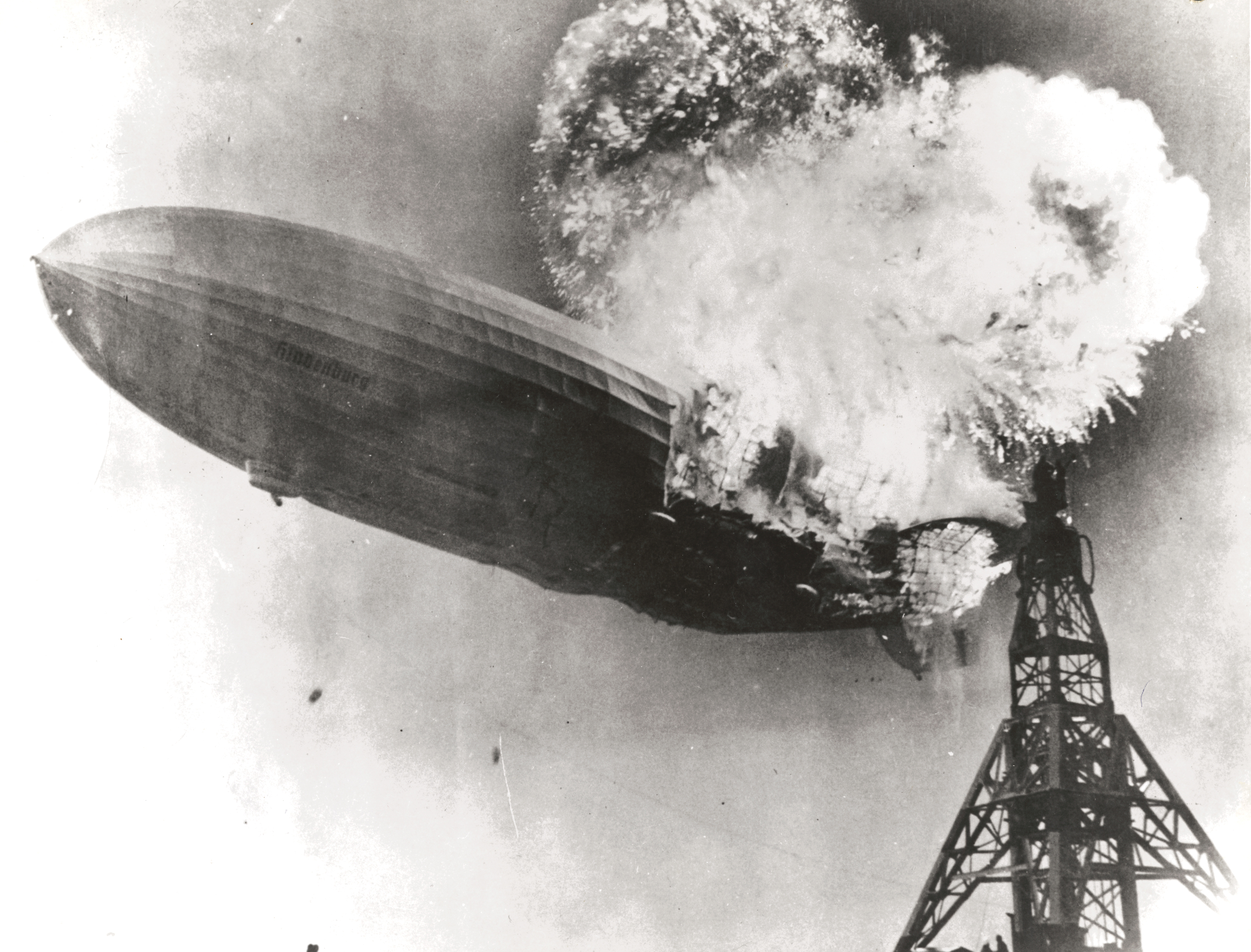
De Hindenburg.

Op 6 mei 1937 zou de Hindenburg aanleggen in Lakehurst (New Jersey), zo'n 120 kilometer ten zuiden van New York. Tijdens een poging aan te leggen aan de landingsmast bij Lakehurst Naval Air Station brak er brand uit en binnen een minuut werd het luchtschip volledig vernietigd. Van de 97 mensen aan boord kwamen er 35 om het leven (13 passagiers en 22 bemanningsleden), evenals een lid van het grondpersoneel. Deze gebeurtenis is gefilmd en leverde dramatische beelden op.
Destijds werd o.a. statische elektriciteit als mogelijke oorzaak genoemd, waardoor het waterstofgas vlam zou hebben gevat. Tegenwoordig neemt men aan dat in eerste instantie niet het waterstofgas vlam vatte, maar dat de oorzaak van de brand bij de ontvlambare verf van het omhulsel lag.

### Vliegtuigramp op Tenerife
De ergste ramp uit de luchtvaartgeschiedenis vond plaats op in 27 maart 1977 op Tenerife, op het vliegveld Los Rodeos. Twee vliegtuigen van het type Boeing 747 botsten toen op elkaar op de startbaan van het vliegveld. Bij deze ramp kwamen 583 mensen om.

### Japan Airlines 123
Op 12 augustus 1985 verongelukte Japan Airlines-vlucht 123 in het gebergte van Mount Takamagahara in de Japanse prefectuur Gumma. Van de 524 inzittenden, 509 passagiers en 15 personeelsleden, overleefden slechts vier de ramp. Met een dodental van 520 is dit het dodelijkste luchtvaartongeval met één vliegtuig en het op een na dodelijkste luchtvaartongeval uit de geschiedenis, na de vliegtuigramp op Tenerife.

### El Al 1862 (Bijlmerramp)
De Bijlmerramp was een vliegramp die op zondagavond 4 oktober 1992 plaatsvond in de Amsterdamse Bijlmermeer. Een Boeing 747-vrachtvliegtuig, vlucht LY-1862 van de Israëlische luchtvaartmaatschappij El Al, stortte neer op de flats Groeneveen en Klein-Kruitberg. De ramp kostte aan ten minste 43 mensen het leven, onder wie de driekoppige bemanning en de enige passagier van het vliegtuig. De Bijlmerramp behoort tot de dodelijkste gebeurtenissen uit de geschiedenis van de Nederlandse luchtvaart.

### Terroristische aanslagen op 11 september 2001
Strikt genomen is dit geen vliegramp, want er was sprake van opzet en niet van een ongeval. Op 11 september 2001 vonden terroristische aanvallen plaats op de Twin Towers van het World Trade Center op de zuidelijke punt van Manhattan in New York en op het Pentagon in de buurt van Washington. Tevens stortte er dicht bij Shanksville, Pennsylvania een vliegtuig neer. Bij deze aanslagen werd gebruikgemaakt van gekaapte passagiersvliegtuigen. Het vliegtuig in Pennsylvania stortte vermoedelijk neer na een worsteling tussen de kapers en de andere inzittenden. Bij de aanslagen en het neerstorten zijn, volgens de officiële cijfers uit februari 2005, 2749 mensen gedood uit 62 landen.
De Twin Towers en het gebouw 7 World Trade Center van het WTC-complex werden geheel vernietigd, enkele andere gebouwen werden vanwege de aanzienlijke schade later gesloopt; een sectie van het Pentagon raakte zwaar beschadigd. Het Pentagon gaf 240 vermisten op. Inmiddels staat vast dat 170 van hen zijn omgekomen. Van de 2749 mensen die bij de aanvallen in New York omgekomen zijn, zijn slechts 1585 mensen geïdentificeerd op basis van de gevonden menselijke resten. Van de in totaal 19.916 overblijfselen, konden er 10.190 geïdentificeerd worden. Niemand van de inzittenden van de vier betrokken vliegtuigen, inclusief de kapers, heeft de aanslagen overleefd.
In de Verenigde Staten heerste na de aanslagen lange tijd een gevoel van nationale rouw. Over de hele wereld maakten de aanslagen buitengewoon veel indruk. De pers speelde hierbij een grote rol. De aanslag met het vliegtuig dat de zuidelijke toren binnenvloog, was zelfs live op de televisie te zien.
Beurskoersen zakten onmiddellijk na de aanslagen fors in. Vooral luchtvaartmaatschappijen en aan het toerisme verwante bedrijven leden enorme verliezen. Veel maatschappijen gingen uiteindelijk failliet. Economisch herstel na de reeds ingezette recessie werd door dit alles bemoeilijkt.

## Trivia
- Vaak kiezen luchtvaartmaatschappijen er na een vliegramp voor om het vluchtnummer aan te passen en het oude vluchtnummer niet meer te gebruiken.